# Grundstückskaufvertrag
Der Grundstückskaufvertrag ist ein Kaufvertrag, der den Erwerb von Grundstücken, grundstücksgleichen Rechten oder Erbbaurechten zum Inhalt hat.

## Allgemeines
Wegen der besonderen wirtschaftlichen Bedeutung und der komplizierteren Rechtsfragen und Rechtsverhältnisse sind bei Grundstücken durch Gesetz und Rechtsprechung vielfältige Käuferschutzmechanismen vorhanden, so dass ein Grundstückskaufvertrag nicht formfrei wie die meisten Kaufverträge des Alltags geschlossen werden kann. Vielmehr ist die Mitwirkung eines Notars zwingend und unabhängig davon erforderlich, ob es sich bei den Vertragsparteien um versierte Kaufleute oder Verbraucher handelt.
Der Notar prüft im Vorfeld vor Abschluss des Grundstückskaufvertrags beispielsweise
- die Eigentumsverhältnisse und den Bestand des Grundbesitzes durch Grundbucheinsicht (Grundeigentumsverhältnisse, Lage, Größe),
- ob grundbuchliche Lasten bestehen (etwa Grundschulden oder Dienstbarkeiten) und ob diese vom Käufer zu übernehmen sind.

Diese Informationen dienen dem Notar als Grundlage für die Erstellung des Grundstückskaufvertrags, weil dieser diese tatsächlichen oder rechtlichen Verhältnisse aufgreifen muss.

## Form
Für Grundstückskaufverträge ist die strengste gesetzlich vorgesehene Form vorgesehen, nämlich die Beurkundung durch einen Notar (§ 311b Abs. 1 BGB in Verbindung mit § 128 BGB). Das Gesetz knüpft an dieses Erfordernis der Beurkundung eine wesentliche Rechtsfolge. Mangelt es an der vorgeschriebenen Beurkundung, ist der abgeschlossene Grundstückskaufvertrag wegen Formmangels nichtig (§ 125 BGB), entfaltet also von Anfang an keinerlei Rechtswirkungen. Von dieser Regel gibt es nur eine Ausnahme, bei welcher der Gesetzgeber durch Vollzug ausdrücklich eine Heilungsmöglichkeit vorsieht. Der nicht beurkundete Grundstückskaufvertrag ist nach § 311b Abs. 1 Satz 2 BGB wirksam, wenn die Auflassung und Eintragung ins Grundbuch erfolgt sind. Davon wird in der Regel nicht auszugehen sein, weil das Grundbuchamt auch die Form der Auflassung prüft (§ 20 GBO).
Beurkundung bedeutet, dass die beteiligten Käufer und Verkäufer in einer Verhandlung vor dem Notar ihren zu beurkundenden Willen erklären (§ 8 BeurkG), der nach Belehrung durch den Notar in eine Niederschrift aufgenommen, vorgelesen, genehmigt und von den Beteiligten und dem Notar eigenhändig unterschrieben wird (§ 9, § 13 BeurkG). Im Rahmen der Belehrung hat der Notar als rechtskundige Person den Willen und die Ziele der Beteiligten zu erforschen, sie über rechtliche Gefahren und über die Rechtsfolgen der Beurkundung umfassend aufzuklären (Beratungsfunktion) sowie die getroffenen Regelungen eindeutig und beweiskräftig zu formulieren (Beweisfunktion). Der Notar hat den Beteiligten Wege aufzuzeigen, wie rechtliche und sonstige Risiken vermieden werden können. Die notarielle Urkunde über den Grundstückskauf ist eine so genannte öffentliche Urkunde, sie erbringt den vollen Beweis für den beurkundeten Grundstückskaufvertrag. Das Originaldokument (Urschrift) verbleibt beim Notar, der es in seiner Urkundenrolle verzeichnet. Für den Rechtsverkehr erteilt er den Beteiligten vollstreckbare Ausfertigungen oder beglaubigte Abschriften.

## Inhalt
Notarielle Grundstückskaufverträge stellen rechtlich ein Verpflichtungsgeschäft wie der normale Kaufvertrag dar (§ 433 Abs. 1 und 2 BGB). Hiernach verpflichtet sich der Verkäufer eines Grundstücks, dem Käufer das Grundstück zu übergeben und das Eigentum hieran zu verschaffen. Der Verkäufer hat dem Käufer das Grundstück frei von Sach- und Rechtsmängeln zu verschaffen. Der Käufer ist verpflichtet, dem Verkäufer den vereinbarten Kaufpreis zu zahlen und das gekaufte Grundstück abzunehmen. Das gesamte Kaufvertragsrecht gilt auch für Grundstückskaufverträge.
- Käufer und Verkäufer müssen sich einer notariellen Legitimationsprüfung unterziehen und Personalausweis oder Reisepass vorlegen, bei Unternehmen überprüft der Notar Vertretungsbefugnis durch Einsicht in das Handelsregister. Bei mehreren Käufern ist das Anteilsverhältnis des vorgesehenen Eigentumserwerbs anzugeben (§ 47 GBO).
- Das Grundstück als Vertragsgegenstand wird im Vertrag durch die Grundstücksbezeichnung („eingetragen im Grundbuch des Amtsgerichts Irgendwo Blatt…“), wie sie aus der Aufschrift des Grundbuchs hervorgeht, definiert. Zum Grundstück – und damit auch Kaufgegenstand – gehören dessen Bestandteile (§ 96 BGB), nämlich wesentliche Bestandteile wie Gebäude und auch das Zubehör (§ 311c BGB). Auch mit dem Grundstück verbundene dingliche Rechte (etwa Grunddienstbarkeiten, unabhängig davon, ob diese durch  Aktivvermerke gesichert sind) gehen als solche beim Grundstückskauf auf den Erwerber über.
- Die Grundstücksgröße gilt als Eigenschaft, die einen Teil der Beschaffenheit des Kaufgegenstandes darstellt. Ein Grundstück ist frei von Sachmängeln, wenn es die vereinbarte Beschaffenheit hat (§ 434 Abs. 1 BGB). Die Beschaffenheit ist nur dann ein Sachmangel, wenn dadurch der vorgesehene Gebrauch des Grundstücks beeinträchtigt ist.[2] Die im Grundstückskaufvertrag aus dem Bestandsverzeichnis des Grundbuchs übernommene Grundstücksfläche gilt im Regelfall nicht als Zusicherung einer Eigenschaft. Eine Zusicherung setzt vielmehr voraus, dass der Verkäufer in vertragsmäßig bindender Weise die Gewähr für das Vorhandensein einer Eigenschaft übernimmt und damit die Bereitschaft zu erkennen gibt, für alle Folgen des Fehlens dieser Eigenschaft einzustehen. Dies ergibt eine Auslegung des Vertrages unter Berücksichtigung der von der Rechtsprechung zum Verkauf noch zu vermessender Grundstücksteilflächen durch Bauträger entwickelten Grundsätze.[3] Wird im Kaufvertrag jedoch eine Mindestfläche vereinbart, kommt allerdings eine Sachmängelhaftung in Frage (§ 433 Abs. 1 BGB, § 434 Abs. 1 BGB).[4] Danach ist bei Differenzen zwischen der angegebenen (bezifferten) und der der angegebenen Grenzziehung entsprechenden (umgrenzten) Flächengröße die Bezifferung ohne Bedeutung und allein die Umgrenzung maßgeblich. Durch die Klausel, dass der Verkäufer keine Gewähr für die Grundstücksgröße übernimmt, wird verhindert, dass die Angabe des Flächenmaßes als Zusicherung einer Eigenschaft angesehen wird. Danach haftet der Verkäufer nicht für ein bestimmtes Flächenmaß des Grundeigentums oder der Räumlichkeiten, ferner nicht für die Beschaffenheit des Bodens oder den derzeitigen baulichen Zustand des Gebäudes oder der baulichen Anlagen oder Einrichtungen. Für die Identifizierung eines Grundstücks genügt beim Grundstückskauf gemäß § 28 GBO der Hinweis auf das Grundbuchblatt. In der Schweiz regelt Art. 219 OR, dass der Verkäufer eines Grundstückes im Regelfall dem Käufer Ersatz zu leisten hat, wenn das Grundstück nicht das Maß besitzt, das im Kaufvertrag angegeben ist.
- Genehmigungen: Der Notar bemüht sich um die Einholung kaufvertraglich vorgesehener Genehmigungen (etwa Vorkaufsrechtsverzichtserklärung als Verzicht auf das gesetzliche Vorkaufsrecht der Gemeinden nach § 24 BauGB, wegen Sanierungsgebiet nach § 144 Abs. 2 Nr. 1 BauGB).
- Für vom Käufer nicht übernommene Grundstücksbelastungen müssen dem beurkundenden Notar vollzugsfähige Löschungsbewilligungen vorliegen. Eine Belastungsvollmacht ermächtigt den Notar, zwecks Kaufpreisfinanzierung ein Grundpfandrecht für den Kreditgeber des Käufers einzutragen.
- Tatsächliche Fälligkeitsvoraussetzungen des Grundstückskaufvertrages sind etwa die Erteilung der Baugenehmigung, Nachweis der Grundstücksräumung durch den Verkäufer (Auszug von Mietern), Eintragungsnachweis der Auflassungsvormerkung oder die Übergabe einer Vertragserfüllungsbürgschaft durch den Verkäufer.[5]
- Kaufpreiszahlung: Rechtssicher ist die Zahlung des Kaufpreises auf ein Notaranderkonto des beurkundenden Notars, wenn bei den Vertragsparteien ein berechtigtes Sicherungsinteresse vorhanden ist (§ 54a Abs. 2 Nr. 1 BeurkG). Der Käufer kann sich wegen seiner Kaufpreiszahlungspflicht der sofortigen Zwangsvollstreckung in sein gesamtes Vermögen unterwerfen (§ 794 Abs. 1 Nr. 5 ZPO). Dadurch wird der Grundstückskaufvertrag zu einem Vollstreckungstitel zu Gunsten des Verkäufers.
- Haftung: Der Verkäufer haftet vertraglich für alle Sach- und Rechtsmängel. Das Grundstück ist frei von Sachmängeln, wenn es zum Zeitpunkt des Besitzübergangs die vertraglich vereinbarte Beschaffenheit hat (§ 434 BGB). Ein Rechtsmangel liegt vor, wenn Dritte hinsichtlich des Grundstücks Rechte gegen den Käufer geltend machen können (§ 435 BGB). Das gilt insbesondere, wenn im Grundbuch ein Recht eingetragen ist, obwohl es nicht besteht (§ 435 Satz 2 BGB). Öffentlich-rechtliche Eingriffe, Bindungen oder Beschränkungen sind Rechtsmängel.[6] Kennt der Käufer jedoch die Mängel, so haftet der Verkäufer nicht (§ 442 BGB). Vertragliche Haftungsbeschränkungen sind möglich („Das Grundstück wird übernommen, wie es steht und liegt.“), aber gelten nur, wenn der Verkäufer einen Mangel nicht arglistig verschweigt (§ 444 BGB). Eine spezielle Regelung sieht § 436 Abs. 2 BGB für öffentliche Lasten vor. Nach dieser Bestimmung haftet der Verkäufer nicht für die Freiheit des Grundstücks von öffentlichen Lasten und öffentlichen Abgaben,[7] die nicht eintragungsfähig sind und deshalb aus dem Grundbuch nicht hervorgehen.
- Der Erschließungsbeitrag und sonstige Anliegerbeiträge sind gemäß § 436 Abs. 1 BGB vom Verkäufer eines Grundstücks für die Maßnahmen zu tragen, die bis zum Tage des Vertragsschlusses bautechnisch begonnen sind, unabhängig vom Zeitpunkt des Entstehens der Beitragsschuld.

Diese Aufzählung vermittelt einen Eindruck vom Umfang eines Grundstückskaufvertrags, der zu den umfangreichsten Verträgen gehört.

## Grundstückskaufverträge im Alltag
Das gesetzliche Formerfordernis gilt für jeden Vertrag, durch den bereits eine bindende Verpflichtung zur Übertragung von Grundstückseigentum oder grundstücksgleichen Rechten begründet wird (Vorvertrag, Vorkaufsrecht, Einräumung eines Ankaufsrechts oder Einbringung eines Grundstücks als Sacheinlage in eine Gesellschaft). Grundstückskaufverträge werden sowohl für unbebaute als auch für bebaute Grundstücke abgeschlossen. Dabei passt der Notar den Vertrag an die individuelle Situation an, indem er die unterschiedlichen gesetzlichen Bestimmungen berücksichtigt, die im Einzelfall gelten sollen, etwa ob es sich um ein Erbbaurecht oder eine Eigentumswohnung handelt. Ist der Grundstückskaufvertrag Teil eines umfangreichen Vertragskonvoluts (etwa im Rahmen eines Bauherrenmodells), so muss der den Grundstückskauf betreffende Teil notariell verhandelt werden. Ein Grundstückskaufvertrag kann auch mit einem Baubetreuungsvertrag verbunden werden. Ist jedoch der Grundstückskaufvertrag unwirksam, ist auch der Baubetreuungsvertrag unwirksam (§ 139 BGB).

## Vollzug
Nach der notariellen Beurkundung kann der Grundstückskaufvertrag vom Notar zwecks dinglichen Vollzugs verwendet werden.
Der Grundstückskaufvertrag ist lediglich ein schuldrechtlicher Vertrag (Verpflichtungsgeschäft), der nach dem Trennungsprinzip durch ein dingliches Verfügungsgeschäft erfüllt wird. Im schuldrechtlichen Vertrag ist daher die dingliche Einigung nach § 873, § 925 Abs. 1 BGB (Auflassung) nicht unbedingt enthalten. Haben der Käufer und Verkäufer die Auflassung bereits im schuldrechtlichen Vertrag erklärt oder ist dies im Nachgang erfolgt, stellt der Notar nun beim Grundbuchamt unter Beifügung des Grundstückskaufvertrags den Antrag auf Eigentumsumschreibung zu Gunsten des Käufers, in der Praxis oftmals gesichert durch vorherige Eintragung einer Vormerkung. Der Antrag des Käufers und die entsprechende Bewilligung des Verkäufers nach den §§ 13, § 19 GBO sind in der Regel ebenfalls Bestandteil des Grundstückskaufvertrags. Ist die Eintragung als Eigentümer erfolgt, hat der Verkäufer dem Käufer das dingliche Eigentum an dem Grundstück verschafft (§ 433 Abs. 1 Satz 1 BGB). Der Notar sendet Kopien des Grundstückskaufvertrages an den Gutachterausschuss (für das Vergleichswertverfahren) und das Finanzamt (für die Grunderwerbsteuer).

## International
Ein Grundstückskaufvertrag, der deutschem Recht unterliegt, kann rechtswirksam in zwei Fällen auch im Ausland abgeschlossen werden. Entweder genügt er den ausländischen Formerfordernissen oder die Formanforderungen des deutschen Rechts sind gewahrt (Art. 11 Abs. 1 EGBGB). In der Schweiz ist der Grundstückskaufvertrag ebenfalls beurkundungspflichtig (Art. 216 OR, Art. 657 Abs. 1 ZGB). Zusätzlich zum Abschluss des beurkundeten Kaufvertrages ist für den Erwerb des Grundeigentums die Eintragung in das Grundbuch erforderlich (Art. 656 Abs. 1 ZGB). Der Verkäufer ist zum Schadensersatz verpflichtet, wenn das Grundstück nicht die im Vertrag vorgesehene Größe hat (Art. 219 OR). In Österreich hingegen ist sogar der mündlich geschlossene Grundstückskaufvertrag bindend, es bedarf jedoch der „Verbücherung“ des Eigentumsübergangs durch beglaubigte Urkunde (§ 432 ABGB), deren Inhalt in § 433 ABGB vorgeschrieben ist. Eine Eintragung ins Grundbuch („Einverleibung“ oder „Intabulation“) ist nur mit einer beglaubigten „Aufsandungserklärung“ möglich. Dies ist die schriftliche Erklärung des Verkäufers, dass er mit der Eintragung im Grundbuch einverstanden ist. Aus § 431 ABGB ergibt sich, dass das Erwerbsgeschäft in die dazu bestimmten öffentlichen Bücher (Grundbuch) eingetragen wird.
In England und Wales unterliegen Grundstückskaufverträge (englisch land contract) dem Law of Property Act 1925 sowie dem Land Registry Act und bedürfen der Schriftform. Das Grundstückseigentum (englisch freehold estate), Wohnungseigentum (englisch commonhold) oder Erbbaurecht (englisch leasehold estate) kann durch den Verkäufer an einen Käufer übertragen werden (englisch conveyancing). Da der englische Notary nicht die juristische Qualifikation eines deutschen Notars nachweisen muss – weil er sich auf Unterschriftenbeglaubigungen beschränkt –, werden Rechtsanwälte (englisch licensed conveyancer) hinzugezogen, zumal im Common Law der Grundsatz gilt, dass der Käufer selbst alle rechtlichen und tatsächlichen Mängel (englisch defects) ermitteln muss (Caveat emptor; „der Käufer muss aufpassen“). Hierbei ist der Kauf von registrierten und nicht registrierten Grundstücken zu unterscheiden. Bei registrierten Grundstücken geht der Kauf mit Eintragung des Käufers, bei nicht registrierten durch Erfüllung (englisch completion) mit der Aushändigung der Kaufurkunde (englisch purchase deed) über. Hierüber erhält der Käufer eine Bestätigung (englisch land certificate). Ist nichts anderes vereinbart, erwirbt der Käufer hierdurch auch Zubehör (englisch fixtures).
In den USA hat das Fehlen eines Grundbuchs erhebliche Folgen für den Grundstückskauf. In den einzelnen Bezirken gibt es Landregister, deren Dokumentation jedoch keine verlässliche Aussage darüber machen kann, ob der Verkäufer tatsächlich berechtigt ist, über das Grundstück zu verfügen. Die Eintragung eines Grundstückskaufs (englisch Real estate sales agreement) im Landregister ist rechtlich nicht zwingend vorgeschrieben. Der Kaufvertrag regelt, dass der Verkäufer in Zukunft das Eigentum an dem betroffenen Grundstück durch Übergabe einer Übertragungsurkunde (englisch warranty deed) an den Käufer überträgt, während letzterer die Zahlung eines bestimmten Kaufpreises zu bestimmten Zahlungsbedingungen verspricht. Er bedarf der Schriftform, bewirkt jedoch noch keinen Eigentumsübergang. Der Eigentumsübergang (englisch closing) findet Monate später vor einem „escrow agent“ oder „settlement agent“ statt.